# ハンコ
ハンコ（フィンランド語: Hanko [ˈhɑŋko], スウェーデン語: Hangö ハンゲ）は、フィンランド南部ウーシマー県に属する港湾都市。ラーセボリ郡に属する。フィンランド最南端の町である。人口は7,989人 (2021年12月31日現在)。
住民のおよそ45パーセントは主にスウェーデン語を用いる。

## 歴史
この地域はすでに15世紀には船員たちによく知られていた。スウェーデン統治時代に海港として使用された。1714年にハンコのあるハンコ半島沖でハンゲの海戦が行われた。

## 姉妹都市
- ゲントフテ、デンマーク
- ハープサル、エストニア
- ハルムスタッド、スウェーデン
- en:Stord、ノルウェー